# Блок Віктора Ющенка «Наша Україна»
Блок Віктора Ющенка «Наша Україна» — блок політичних партій, створений для участі у парламентських виборах 2002 року.
16 липня 2001 року Віктор Ющенко під час свого традиційного сходження на гору Говерла оголосив про намір створити опозиційний до Леоніда Кучми блок партій.
9 січня 2002 року був підписаний договір про створення блоку. 15 лютого 2002 року блок був офіційно створений.
Спочатку до складу блоку увійшли такі політичні сили:
1. Народний Рух України
2. Український народний рух (з 25 січня 2003 року — Українська народна партія)
3. Партія "Реформи і порядок"
4. Партія «Вперед, Україно!»
5. Конгрес українських націоналістів
6. Ліберальна партія України
7. Християнсько-демократичний союз
8. Республіканська християнська партія
9. Партія «Солідарність».
10. Молодіжна партія України

На парламентських виборах 31 березня 2002 блок набрав 23,57 % голосів (70 мандатів у Верховній Раді) й посів перше місце, уперше витіснивши з нього Комуністичну партію України, яка перемагала раніше на всіх парламентських виборах в Україні. Крім того, кандидати від «Нашої України» здобули перемогу в 42 одномандатних округах. Таким чином блок провів у парламент 112 депутатів з 450. 15 травня 2002 року в парламенті була створена фракція «Наша Україна», до якої ввійшли усі 112 депутатів. Після реєстрації фракції у Верховній Раді IV скликання, 15 травня 2002 року, першим її головою був обраний Віктор Ющенко, який обіймав цю посаду до вступу на пост президента, що відбувся 23 січня 2005 року.
4 липня 2004 року Ліберальна партія України вийшла зі складу блоку.
У липні 2004 року блок Віктора Ющенка «Наша Україна» та «Блок Юлії Тимошенко» утворили коаліцію «Сила народу», метою якої була підтримка кандидатури В.Ющенка на посаду Президента України на виборах 2004 року. Після перемоги В.Ющенка було сформовано нову політичну партію Наша Україна, до якої увійшла значна частина депутатів блоку.

## Результати на виборах за регіонами
|      |  |
| 2002 |  |